# Рыбушки
Рыбушки — деревня в Новопетровском сельском поселении Истринского района Московской области. Население — 31 чел. (2010). Вся инфраструктура — в Новопетровском.
Находится в 28,5 км северо-западнее Истры, на левом берегу реки Маглуши, примыкая с внутренней стороны к автодороге А108. Ближайшие селения — село Новопетровское и деревня Устиново, высота над уровнем моря 221 м. Сельцо Рыбушкино впервые упоминается в переписной книге 1705 года.

## Население
| 2002 | 2006 | 2010 |
| ---- | ---- | ---- |
| 23   | ↘16  | ↗31  |